# Приз имени Карима Абдул-Джаббара
Приз и́мени Кари́ма Абду́л-Джабба́ра (англ. Kareem Abdul-Jabbar Award) — это ежегодная баскетбольная награда, вручаемая Залом славы баскетбола имени Джеймса Нейсмита лучшему центровому в студенческом мужском баскетболе. Премия названа в честь центрового, 6-кратного чемпиона и 2-кратного самого ценного игрока финала НБА, 6-кратного самого ценного игрока НБА, 19-кратного участника матча всех звёзд НБА Карима Абдул-Джаббара.
Первым обладателем этой награды стал Фрэнк Камински из Висконсинского университета в Мадисоне. Действующим обладателем этой премии является Люка Гарза из Айовского университета.